# Datua bisinuata
Datua bisinuata är en insektsart som beskrevs av Schmidt 1911. Datua bisinuata ingår i släktet Datua och familjen lyktstritar. Inga underarter finns listade i Catalogue of Life.